# Baralongaffären
Baralongaffären var en incident under första världskriget då den tyska ubåten U-27 sänktes i irländska farvatten av den brittiska hjälpkryssaren Baralong 15 augusti 1915.
U-27 hade tidigare uppbringat ett brittiskt handelsfartyg, och tagit över fartyget. Då U-27 sänkts och de nödställda försökte simma med de båda fartygen besköt besättningen på Baralong de nödställda i vattnet och därmed begått brott mot folkrätten. Enligt Baralongs besättning skall den tyska ubåtsbesättningen på handelsfartyget fortsatt striden varför måst fortsätta striden och de nödställda enbart hamnat i korselden.